# Astronomisk Selskab
Astronomisk Selskab är en sammanslutning mellan amatör- och fackastronomer, grundad i Köpenhamn 1916 av Carl Luplau Janssen och E. B. Andersson, från 1919 under namnet Nordisk astronomisk Selskab under ledning av Elis Strömgren.
Senare återtog man namnet Astronomisk Selskab. Man var utgivare av Nordisk astronomisk Tidsskrift.